# Phanaeus haroldi
Phanaeus haroldi är en skalbaggsart som beskrevs av Kirsch 1871. Phanaeus haroldi ingår i släktet Phanaeus och familjen bladhorningar. Inga underarter finns listade i Catalogue of Life.